# The Dark Crystal: Age of Resistance

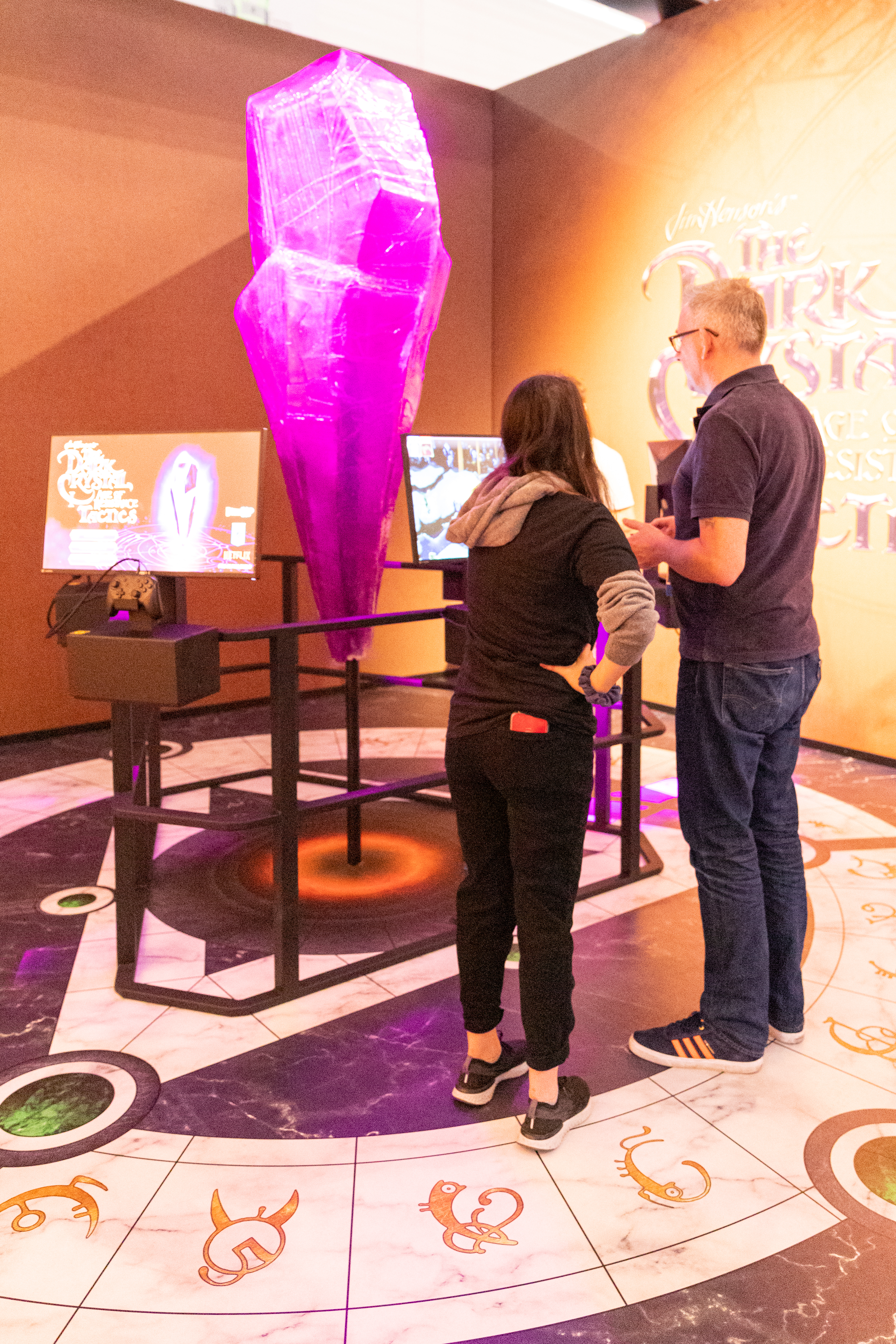
Netflix - The Dark Crystal Gamescom 2019

The Dark Crystal: Age of Resistance (Cristal oscuro: la era de la resistencia en España y El cristal encantado: la era de la resistencia en Hispanoamérica) es una serie de aventuras de fantasía oscura estadounidense producida en el Reino Unido. Es una precuela de la película de Jim Henson de 1982 The Dark Crystal. Hay diez episodios y la serie explora el mundo de Thra creado para la película original. La serie se estrenó el 30 de agosto de 2019. El 22 de septiembre de 2020, Netflix cancela el programa, tras únicamente emitir una temporada.

## Sinopsis
La historia sigue a tres gelflings (Rian, Brea y Deet) que inspiran una rebelión contra los skeksis cuando descubren un horrible secreto detrás de su poder que amenaza su mundo de Thra.y mucho más...

## Reparto

### Reparto de voces principal
- Taron Egerton como Rian: un guardia del castillo de cristal gelfling del clan Stonewood.
- Anya Taylor-Joy como Brea: una princesa gelfling del clan Vapra.
- Nathalie Emmanuel como Deet: una cuidadora de animales gelfling del clan Grottan.
- Donna Kimball como Aughra: la encarnación del planeta Thra y una astrónoma.

### Reparto de voces secundario

#### Gelflings
- Eddie Izzard como Cadia: miembro del clan Sifa.
- Helena Bonham Carter como Maudra Mayrin/The All-Maudra: líder del clan Vapra, reina de los Gelfling y madre de Seladon, Tavra y Brea.
- Caitriona Balfe como Tavra: guerrera del clan Vapra y una de las hermanas de Brea.
- Harris Dickinson como Gurjin: miembro del clan Drenchen y el mejor amigo de Rian.
- Shazad Latif como Kylan: cantautor del clan Spriton.
- Toby Jones como El bibliotecario: miembro del clan Vapra que trabaja en la biblioteca de la Ciudadela de Vapra.
- Gugu Mbatha-Raw como Seladon: miembro del clan Vapra y una de las hermanas de Brea.
- Lena Headey como Maudra Fara/The Rock Singer: líder del clan Stonewood.
- Alicia Vikander como Mira: miembro del clan Vapra, guardia de castillo de cristal y la novia de Rian.
- Hannah John-Kamen como Naia: miembro del clan Drenchen y la hermana gemela de Gurjin.
- Natalie Dormer como Onica: miembro del clan Sifa.
- Mark Strong como Ordon: miembro del clan Stonewood y padre de Rian
- Theo James como Rek'yr: miembro del clan Dousan.
- Louise Gold como Maudra Argot/The Shadow Bender: líder del clan Grottan.
- Kemi-Bo Jacobs como Maudra Seethi/The Skin Painter: líder del clan Dousan.

#### Skeksis
- Jason Isaacs como skekSo/El Emperador: Líder de los Skeksis y el cruel dictador del planeta Thra.
- Simon Pegg como skekSil/El Chambelán: El segundo en línea al trono del Emperador.
- Awkwafina como skekLach/La Recaudadora: Una astuta Skeksis que ama coleccionar criaturas vivas.
- Benedict Wong como skekVar/El General: El temperamental comandante del ejército de Silkspitter
- Harvey Fierstein como skekAyuk/The Gourmand: El encargado de los banquetes de los Skeksis.
- Andy Samberg como skekGra/El Hereje: Un Skeksis que está en contra de las creencias de los otros Skeksis.
- Ralph Ineson como skekMal/El Cazador: El más salvaje y brutal de los Skeksis.
- Alice Dinnean como skekEkt/La Ornamentalista: La diseñadora de las prendas Skeksis.
- Keegan-Michael Key como skekZok/El Maestro de Ceremonias: El encargado de la Ceremonia del Sol.
- Mark Hamill como skekTek/El Científico: Un viejo amigo de Aughra que usa el Cristal Oscuro para sus experimentos.
- Neil Sterenberg como skekOk/El Pergaminero: El historiador del Castillo de Cristal y encargado de la Biblioteca Infinita.

#### Otros
- Dave Goelz como Baffi: Un Fizzgig tuerto, mascota de Maudra Fara.
- Theo Ogundipe como Vliste-Staba: El Árbol Santuario
- Ólafur Darri Ólafsson como urVa/El Arquero: El urRu/Místico que es la contraparte de skekMal/El Cazador.
- Sigourney Weaver como The Myth Speaker
- Victor Yerrid como Hup: Un Podling que se hace amigo de Deet
- Bill Hader como urGoh/El Errante: El urRu/Místico que es la contraparte de skekGra/El Conquistador/El Hereje

### Titiriteros
- Alice Dinnean como Gelflings Brea, Maudra Fara y Skeksis skekEkt/The Ornamentalist
- Beccy Henderson as Gelflings Deet y Naia
- Dave Chapman como Gelflings Gurjin, Ordon y Skeksis skekSo/The Emperor
- Damian Farrell como The Skeksis Heretic
- Helena Smee como Gelflings Seladon, Mira y Skeksis skekLach/The Collector
- Katherine Smee como Aughra, Gelfling Deet, Skeksis skekVar/The General, skekSil/The Chamberlain y Podling Hup
- Kevin Clash como Aughra, Skeksis skekVar/The General, skekMal/The Hunter and The Gelfling Librarian
- Louise Gold como Gelflings Onica, Maudra Argot, Maudra Mayrin and Skeksis skekAyuk/The Gourmand
- Olly Taylor como Gelflings Rek'yr, Cadia, Skeksis skekTek/The Scientist and Mystic urVa/The Archer
- Victor Yerrid como Podling Hup, Skeksis skekZok/The Ritual Master and Gelfling Kylan
- Warrick Brownlow-Pike como Skeksis skekSil/The Chamberlain
- Neil Sterenberg como Gelflings Rian, Tavra and Skeksis skekOk/The Scroll Keeper

## Episodios
| N.º | Título                               | Dirigido por    | Escrito por                      | Fecha de estreno     |
| --- | ------------------------------------ | --------------- | -------------------------------- | -------------------- |
| 1   | Final, principio. Es todo lo mismo.  | Louis Leterrier | Jeffrey Addiss y Will Matthews   | 30 de agosto de 2019 |
| 2   | Ya nada es fácil.                    | Louis Leterrier | J.M. Lee                         | 30 de agosto de 2019 |
| 3   | Lo que fue deshecho y partido.       | Louis Leterrier | Vivian Lee                       | 30 de agosto de 2019 |
| 4   | Lo primero que recuerdo es un fuego. | Louis Leterrier | Simon Racioppa y Richard Elliott | 30 de agosto de 2019 |
| 5   | Ella guarda todos los secretos.      | Louis Leterrier | Jeffrey Addiss y Will Matthews   | 30 de agosto de 2019 |
| 6   | Sólo por un gelfling...              | Louis Leterrier | Kari Drake                       | 30 de agosto de 2019 |
| 7   | Ésta es... mi oportunidad.           | Louis Leterrier | Javier Grillo-Marxuach           | 30 de agosto de 2019 |
| 8   | Los profetas no lo saben todo.       | Louis Leterrier | Jeffrey Addiss y Will Matthews   | 30 de agosto de 2019 |
| 9   | El Cristal nos llama.                | Louis Leterrier | Margaret Dunlap                  | 30 de agosto de 2019 |
| 10  | Un trozo se perdió.                  | Louis Leterrier | Jeffrey Addiss y Will Matthews   | 30 de agosto de 2019 |

## Producción

### Preproducción
Inicialmente concebido como una secuela de largometraje de The Dark Crystal titulado The Power of the Dark Crystal, el proyecto estuvo durante años en un estado de limbo de desarrollo. En 2012, el director Louis Leterrier expresó su interés en unirse a Jim Henson Productions en su proyecto poco después del lanzamiento de Furia de Titanes, con la esperanza de interesar a grandes estudios, pero fue rechazado repetidamente ya que, según él, solo estaban interesados en Transformers, y muchos ejecutivos nunca habían oído hablar de The Dark Crystal. Fue durante este callejón sin salida que Leterrier decidió rodar una serie de precuelas en lugar de una secuela cinematográfica debido a la riqueza de material disponible en las notas de Jim Henson y Frank Oz sobre los acontecimientos que precedieron a la película original. Lisa Henson identificó el "Muro del Destino" de la película original como un "punto de salto": "¿Cuál era esa cultura? ¿Qué se perdió? ¿Qué era esa hermosa civilización Gelfling?". Jeff Addiss, Will Matthews y Javier Grillo Marxuach, todos fanes de The Dark Crystal, fueron contratados posteriormente como guionistas. El proyecto se vendió finalmente a Netflix después de que Leterrier encontrara un ejecutivo del estudio que compartía el entusiasmo del equipo por la película original.

### Desarrollo
En mayo de 2017, se anunció que The Jim Henson Company, en asociación con Netflix, produciría una precuela de la película The Dark Crystal. La serie, escrita por Jeffrey Addiss, Will Matthews y Javier Grillo-Marxuach, comenzó a rodarse en el Reino Unido en noviembre de 2017 con Louis Leterrier como director.
En el New York Comic Con de 2018, Leterrier insistió en que la serie dependería del teatro de títeres y no del CGI, excepto por el uso de pantallas verdes para eliminar a los titiriteros. El 17 de diciembre de 2018, en el 36 aniversario del estreno de la película original, se reveló el reparto de voces, así como algunas imágenes de los principales personajes gelfling que fueron publicadas en 2019. El 30 de mayo de 2019, Netflix lanzó un tráiler y un póster para la serie, anunciando su fecha de lanzamiento oficial el 30 de agosto de 2019. El 26 de junio se anunciaron otros actores, entre los que estaban Awkwafina, Lena Headey, Hannah John-Kamen, Sigourney Weaver y Benedict Wong.

### Diseño
Las marionetas se fabricaron a principios de 2017 en la tienda de criaturas de Jim Henson en Los Ángeles, y luego se exportaron a los estudios Langley en Londres, con el veterano marionetista Dave Goelz y el artista conceptual de The Dark Crystal Brian Froud participando en la interpretación y el diseño de los personajes. Además de los nuevos bocetos de Froud, se utilizó como punto de referencia el libro de la película original, The World of the Dark Crystal. Otras fuentes de inspiración en la construcción del mundo de Thra incluyen Game of Thrones y Avatar.
Según Toby Froud, la primera temporada de la serie contará con 20 marionetas principales y 90 adicionales para papeles secundarios. A diferencia de la película original, las marionetas gelfling solo necesitan dos titiriteros, frente a los cuatro de The Dark Crystal, lo que permite una mayor libertad de movimiento. Además, mientras que los componentes animatrónicos de los títeres gelfling de la película original se controlaban mediante cables, las partes mecánicas de los nuevos gelflings se manejan a distancia mediante un mando de Wii modificado.

## Marketing
El 30 de mayo de 2019, el primer tráiler de la serie fue lanzado y recibió una respuesta generalmente favorable con Tasha Robinson, escribiendo para The Verge que "lo que es más convincente de este trailer, sin embargo, es la asombrosa fidelidad a la película original".

## Recepción

### Respuesta de la crítica
Cristal Oscuro: La era de la resistencia ha recibido elogios de la crítica. En el sitio web dedicado a la revisión, información y noticias de películas Rotten Tomatoes, la serie tiene una calificación de "certified fresh" del 89%, basada en 35 críticas, y una calificación media de 8,69/10. El resumen consensuado que ofrecen la describe como "Una aventura de fantasía épica que complacerá tanto a los antiguos como a los nuevos fans, La era de la resistencia se basa en la tradición de Cristal Oscuro y crea nuevos mitos convincentes sin perder de vista la humanidad que se encuentra en el corazón de la historia". En Metacritic, la serie tiene una puntuación media ponderada de 85 sobre 100, basada en 14 críticas, lo que indica "aclamación universal".
En una revisión positiva en RogerEbert.com, el crítico Matt Fagerholm se refirió a la serie como "una de las grandes epopeyas fantásticas de todos los tiempos, así como la obra maestra del títere más estrechamente alineada con la filosofía humanista de Jim Henson desde que su hijo Brian dirigió Los teleñecos en Cuento de Navidad en 1992". Matt Zoller Seitz de Vulture también elogió la serie, diciendo: "La era de la resistencia es como un inmenso espectáculo de magia de diez horas, que abarca hasta el último detalle maravilloso. Es un logro artístico asombroso y una alegre continuación de la tradición Henson".
En una reseña fundamentalmente positiva, Keith Phipps de TV Guide declaró: "La era de la resistencia es, en muchos aspectos, un logro extraordinario. Lo que no quiere decir que no tenga problemas en el camino". En una reseña más variada, Ed Power escribió: "Hay verdaderos placeres que se pueden tener viendo hermosas marionetas corriendo, besándose y sacándose los ojos unos a otros. Pero el Cristal Oscuro tiene tanta prisa por crear una impresión que se desploma demasiado pronto".

## Videojuego
Durante una Nintendo Direct en la Electronic Entertainment Expo 2019, se anunció que BonusXP y En Masse Entertainment estaban desarrollando un videojuego basado en la serie de Netflix, llamado The Dark Crystal: Age of Resistance Tactics. El juego saldrá a la venta en 2019 para Nintendo Switch, Xbox One, PlayStation 4, Microsoft Windows y MacOS.